# Ismaily Sporting Club
L'Ismaily (in arabo النادي الإسماعيلي الرياضي‎?) è una società calcistica di Ismailia, Egitto. Milita nell'Egyptian Premier League, la massima divisione del campionato nazionale.

## Storia
L'Ismaily SC fu fondato il 13 aprile 1924 e fu uno dei membri fondatori del campionato nel 1948. Nel 1967 vinse il suo primo campionato e nel 1969 vinse anche la Coppa dei Campioni contro il TP Mazembe, della Repubblica Democratica del Congo (5-3).
Il club tornò a vincere un titolo nel 1991 quando vinse il secondo campionato per poi vincere 2 coppe nazionali (1997, 2000); il terzo scudetto arrivò nel 2002.
Il club tornò dopo 34 anni alla finale della CAF Champions League 2003 ma stavolta venne sconfitto dall'Enyimba, club nigeriano. Nel 2010 ottenne un altro buon risultato arrivando ai quarti di finale.

## Organico

### Rosa
Aggiornata al 1º febbraio 2019.
| N. |                    | Ruolo | Calciatore           |
| -- | ------------------ | ----- | -------------------- |
| 2  | Egitto (bandiera)  | D     | Baher El Mohamady    |
| 3  | Egitto (bandiera)  | D     | Mohamed Magdy I      |
| 4  | Egitto (bandiera)  | C     | Emad Hamdy           |
| 5  | Ghana (bandiera)   | D     | Richard Baffour      |
| 9  | Egitto (bandiera)  | A     | Mohamed El Shamy     |
| 10 | Egitto (bandiera)  | A     | Karim Bambo          |
| 11 | Egitto (bandiera)  | D     | Tarek Taha           |
| 13 | Egitto (bandiera)  | D     | Alaa Abdel Azim      |
| 14 | Egitto (bandiera)  | D     | Mahmoud Metwalli     |
| 15 | Egitto (bandiera)  | C     | Ahmed Ali            |
| 16 | Egitto (bandiera)  | P     | Mohamed Magdy II     |
| 17 | Nigeria (bandiera) | A     | Odah Marshall        |
| 20 | Egitto (bandiera)  | C     | Ibrahim Abdel Khalek |
| 21 | Egitto (bandiera)  | D     | Selim Abdel Khalek   |
| 22 | Egitto (bandiera)  | C     | Nader Ramadan        |
| 26 | Egitto (bandiera)  | P     | Mohamed Fawzy        |

| N. |                          | Ruolo | Calciatore         |
| -- | ------------------------ | ----- | ------------------ |
| 27 | Namibia (bandiera)       | A     | Benson Shilongo    |
| 28 | Egitto (bandiera)        | C     | Mahmoud Abdel Aati |
| 29 | Egitto (bandiera)        | D     | Mohamed Hashem     |
| 30 | Egitto (bandiera)        | D     | Osama Ibrahim      |
| 31 | Egitto (bandiera)        | A     | Wagih Abdel Hakim  |
| 32 | Egitto (bandiera)        | A     | Abdel Rahman Magdy |
| 33 | Egitto (bandiera)        | C     | Mohamed Sadek      |
| 34 | Egitto (bandiera)        | D     | Ahmed Ayman        |
| 35 | Egitto (bandiera)        | C     | Mohamed El Darf    |
| 36 | Egitto (bandiera)        | C     | Medhat Faqousa     |
| 38 | Egitto (bandiera)        | A     | Mahmoud Abou Gouda |
| 39 | Tanzania (bandiera)      | A     | Yahya Zayd         |
| 41 | Egitto (bandiera)        | C     | Mohamed Bayoumi    |
| 42 | Egitto (bandiera)        | C     | Mostafa Fares      |
| 43 | Egitto (bandiera)        | A     | Hazem Morsy        |
|    | Guinea-Bissau (bandiera) | C     | Piqueti            |
|    | Iraq (bandiera)          | C     | Humam Tariq        |

## Palmarès

### Competizioni nazionali
- Campionato egiziano di calcio: 3

1966-1967, 1990-1991, 2000-2001
- Coppa d'Egitto: 2

1996-1997, 1999-2000

### Competizioni internazionali
- CAF Champions League: 1

1969

### Altri piazzamenti
- Campionato egiziano:

Secondo posto: 1999-2000, 2007-2008, 2008-2009, 2017-2018
Terzo posto: 1948-1949, 1998-1999, 2003-2004, 2006-2007, 2009-2010, 2010-2011
- Coppa d'Egitto:

Finalista: 1976-1977, 1984-1985, 1998-1999, 2002-2003
Semifinalista: 2009-2010, 2013, 2016, 2017-2018, 2023-2024
- Supercoppa d'Egitto:

Finalista: 2007
- CAF Champions League:

Finalista: 2003
Semifinalista: 1970, 1992, 1995
- Coppa delle Coppe d'Africa:

Semifinalista: 1986
- Coppa CAF:

Finalista: 2000
- Coppa dei Campioni araba per club:

Finalista: 2003-2004
Semifinalista: 2019-2020

## Statistiche

### Risultati nelle competizioni CAF
- CAF Champions League

2003: finalista
- African Cup of Champions Clubs

1969: Vincitore
1970: semi-finale
1971: quarti di finale
1972: 2º turno
1973: quarti di finale
1992: semi-finale
- Coppa CAF

2000: finalista
- Coppa della Confederazione CAF

2004: 1º turno
2005: fase a gironi
2007: fase a gironi
- Coppa delle Coppe d'Africa

1986: semi-finale
1998: 1º turno
2001: quarti di finale
2007: 1º turno
2009: semi-finale